# David Piper

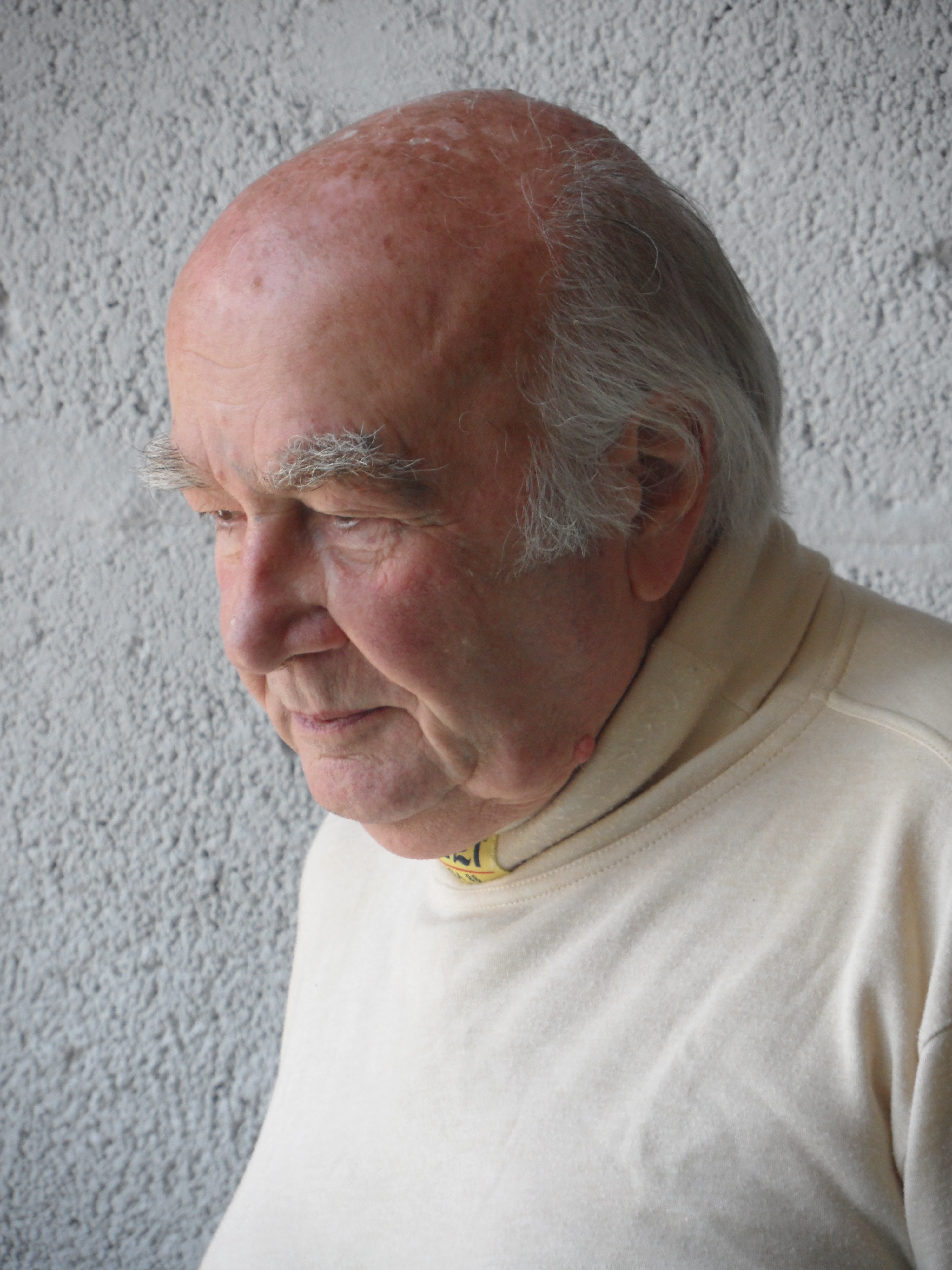
David Piper in 2011

David Piper (Edgware, 2 december 1930) is een voormalig Formule 1-coureur uit Engeland. Hij nam in 1959 en 1960 deel aan 3 Grands Prix voor het team Lotus, maar scoorde hierin geen punten.
Piper was de coureur in de film Le Mans. De coureur werd echter gespeeld door acteur Steve McQueen.

## Galerij

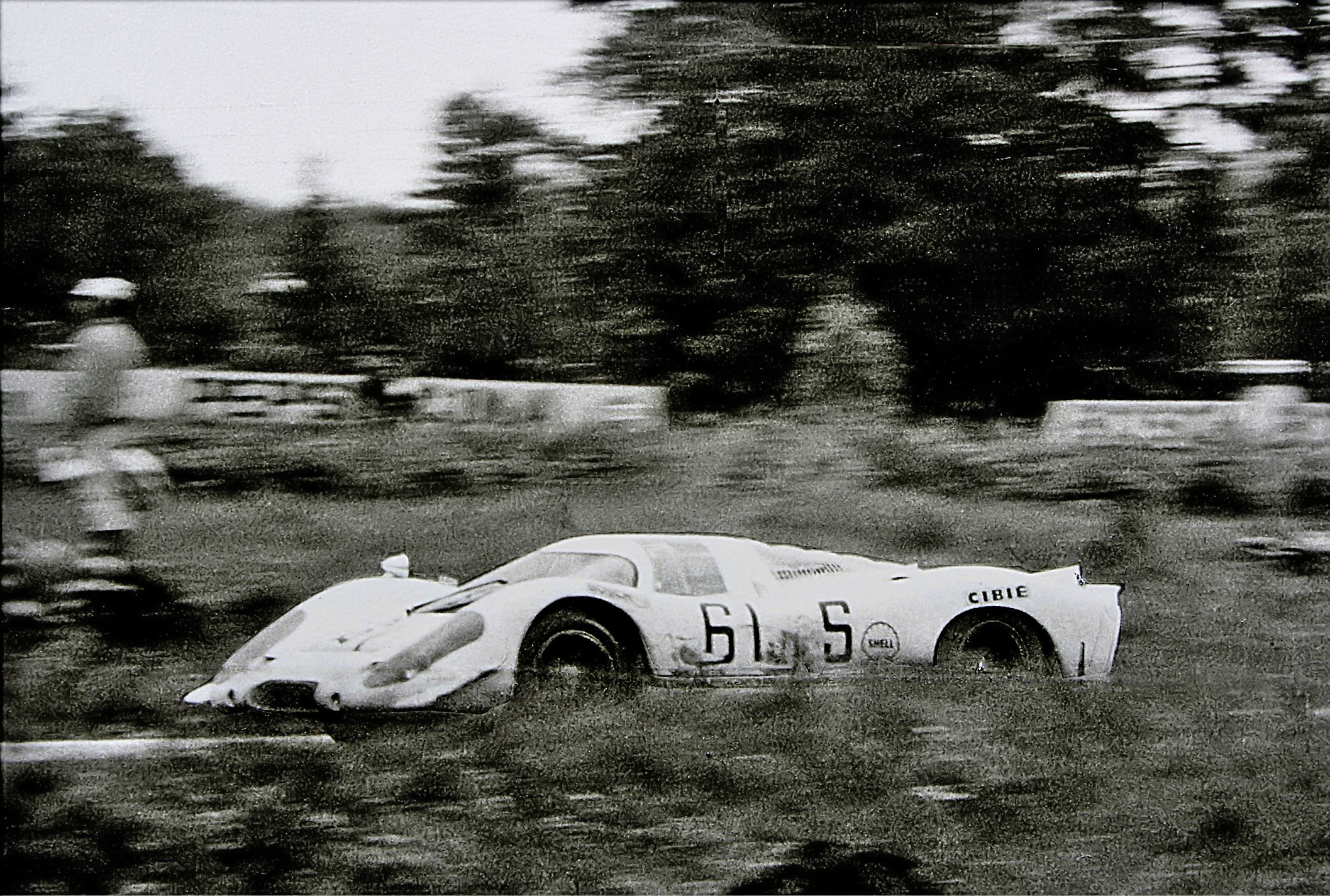
Piper/Gardner, Porsche 917, 1969.
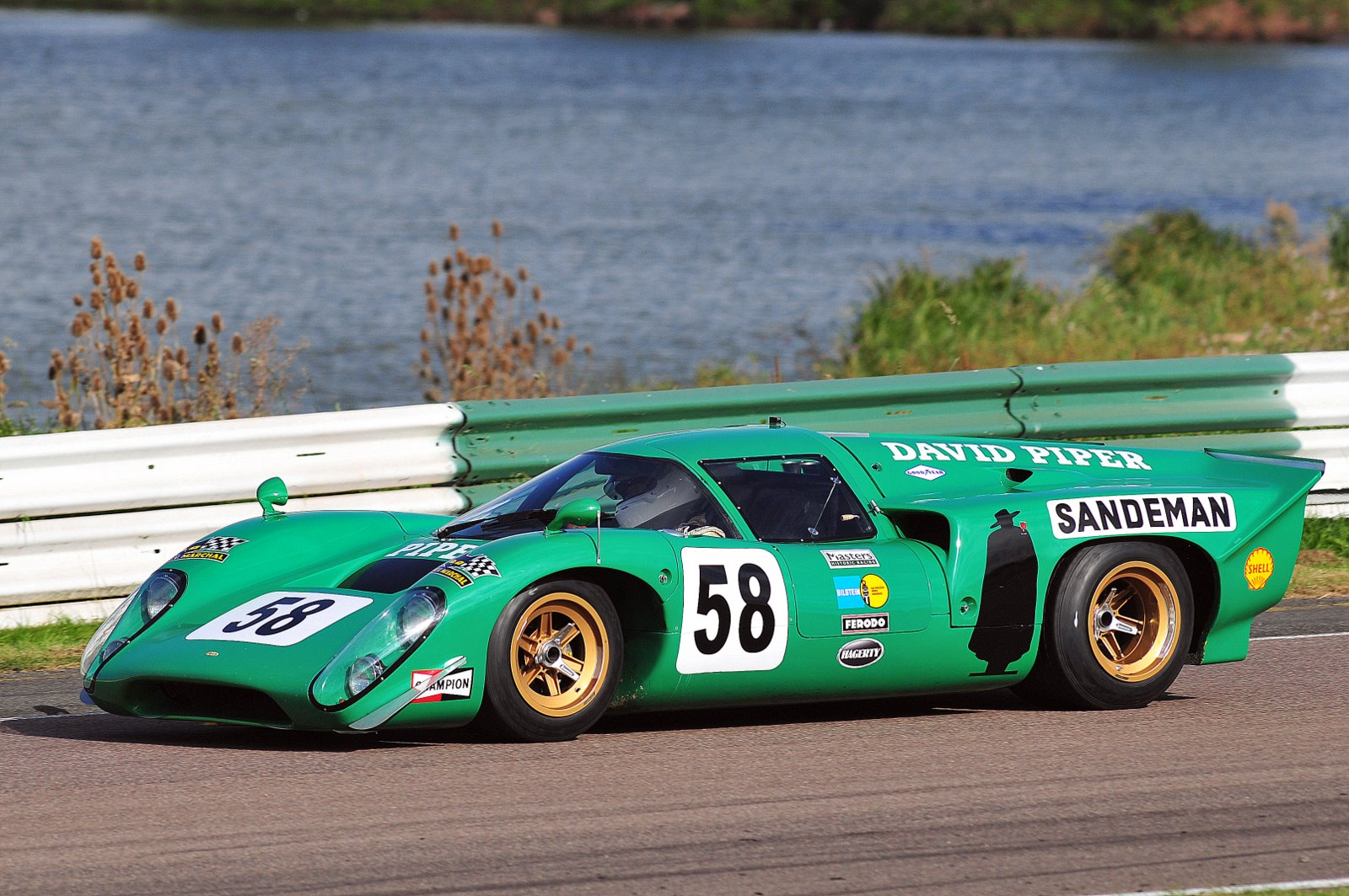
Een Lola T70 Mk3B op Mallory Park.
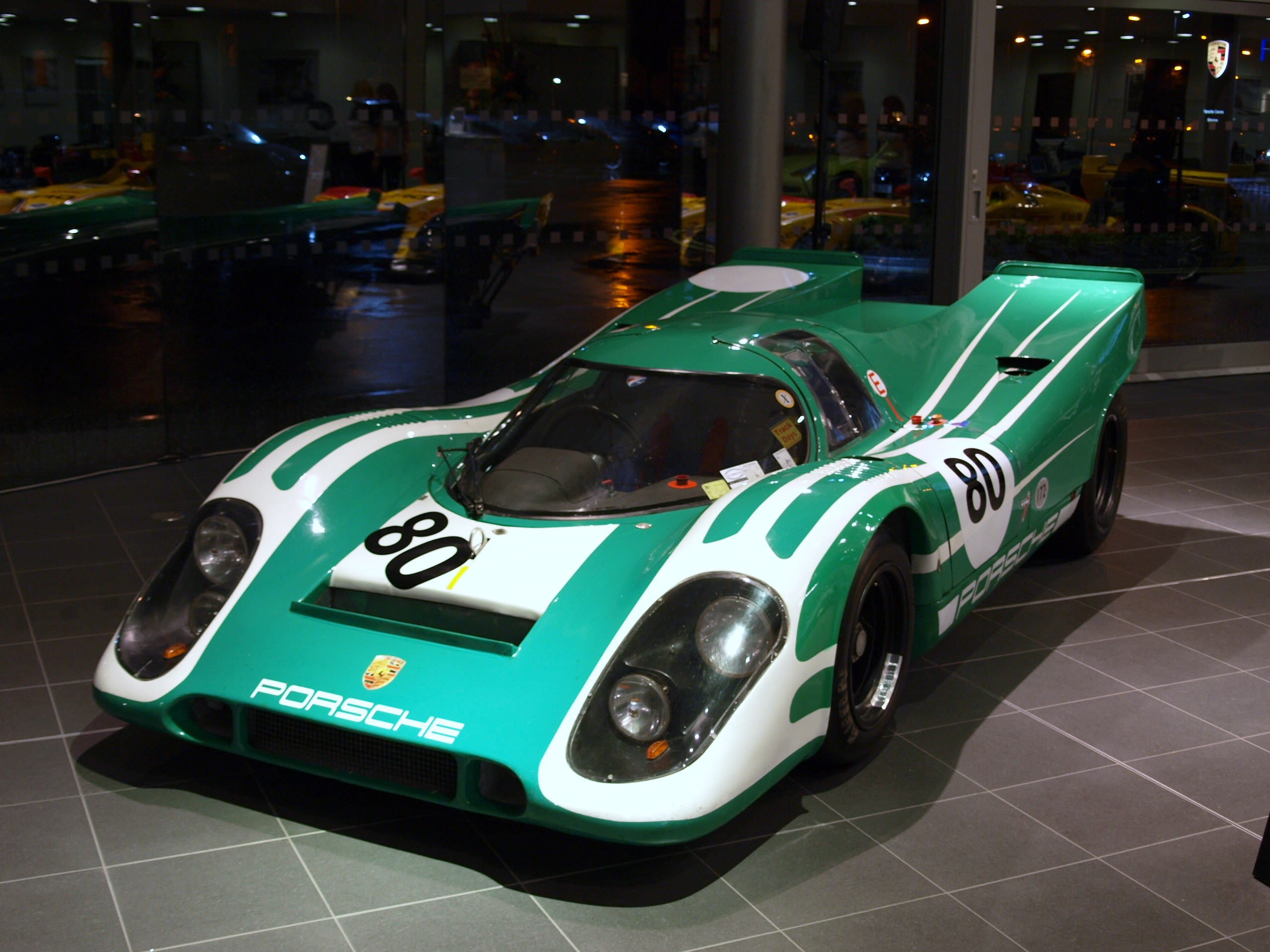
Porsche 917 waarvan Piper de eigenaar is.
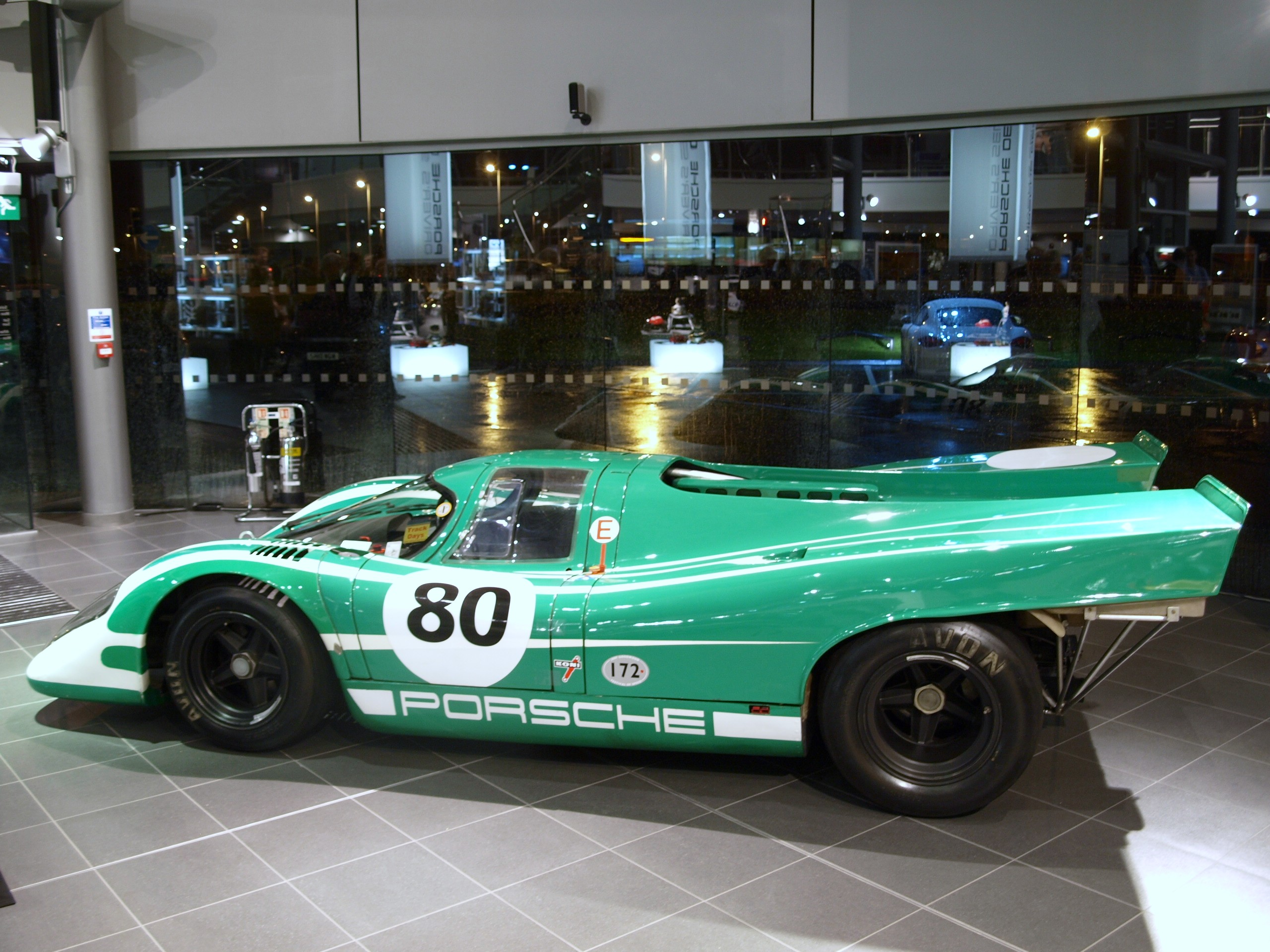
Porsche 917 van Piper.